# Hornet Stadium
Le Hornet Stadium est un stade de football et d'athlétisme inauguré en 1969 à Sacramento.
Il a une capacité de 21 000 places assises. Ses principaux occupants ont été :
- les Hornets de Sacramento State en football universitaire américain (depuis 1969),
- le Surge de Sacramento (en) de la World League of American Football (1991-1992),
- les Gold Miners de Sacramento de la Ligue canadienne de football (1993-1994),
- les Mountain Lions de Sacramento de la United Football League (2009-2012).